# Oskar von dem Hagen (General, 1848)
Oskar Leopold Robert von dem Hagen (* 27. April 1848 in Forsthaus Machlin bei Frankfurt (Oder); † 10. Juli 1916 in Dresden-Loschwitz) war ein preußischer Generalmajor.

## Leben

### Herkunft
Oskar war ein Sohn des preußischen Landforstmeisters Justus von dem Hagen (1811–1866) und dessen Ehefrau Agnes, geborene Ewald (1821–1848).

### Militärkarriere
Hagen besuchte die Bürgerschule in Dommitzsch, ab 1859 das Friedrich-Wilhelm-Gymnasium in Berlin und von 1861 bis 1866 die Realschule in Halle (Saale). Nach seinem Abschluss trat er am 29. April 1867 als Fahnenjunker in das Jäger-Bataillon Nr. 10 der Preußischen Armee in Goslar ein und avancierte bis Anfang Februar 1869 zum Sekondeleutnant. Während des Krieges gegen Frankreich nahm er 1870/71 an den Schlachten bei Vionville, Gravelotte, Ladonchamps, Beaune-la-Rolande und Le Mans, der Belagerung von Metz sowie den Gefechten bei Maison-Rouge, La Maxe, Les Tapes, Ladon, Lorcy, Maizières, Neuville-aux-Bois, Cravant, Vendôme, Rilly, Montoire, La Chartre-sur-le-Loir und Chahaignes teil. Für sein Wirken wurde er mit dem Eisernen Kreuz II. Klasse ausgezeichnet.
Aufgrund eines Nervenleidens musste Hagen nach dem Krieg einen längeren Urlaub antreten. Ab April 1873 wurde er für ein Jahr zur Gewehr-Revisionskommission in Sömmerda kommandiert und absolvierte zur weiteren Ausbildung ab Oktober 1874 für drei Jahre die Kriegsakademie in Berlin.
Zwischenzeitlich zum Premierleutnant befördert, wurde Hagen am 1. Mai 1878 zum Großen Generalstab kommandiert und am 18. Juni 1878 unter Belassung in seinem Kommando in das Garde-Füsilier-Regiment versetzt. Unter Entbindung von seinem Kommando erfolgte am 29. April 1879 mit Patent vom 14. Juli 1876 seine Versetzung nach Oels in das 2. Schlesische Jäger-Bataillon Nr. 6. Krankheitsbedingt war Hagen unter Stellung à la suite von Mitte Februar 1880 bis Ende März 1881 beurlaubt. Nach seiner Genesung wurde er Mitte September 1882 zum überzähligen Hauptmann befördert und am 12. Dezember 1882 unter Stellung à la suite seines Bataillons als Lehrer an die Kriegsschule nach Hannover kommandiert.
Daran schloss sich Verwendungen von Mitte Januar 1888 bis Mitte April 1889 im Hessischen Jäger-Bataillon Nr. 11 und anschließend im 3. Badischen Infanterie-Regiment Nr. 111 als Kompaniechef an. Mit seiner Beförderung zum Major wurde Hagen am 17. Dezember 1891 seinem Regiment aggregiert und am 18. April 1893 in das 5. Badische Infanterie-Regiment Nr. 113 versetzt. Er war vom 25. Juli 1893 bis zum 14. Juni 1898 Kommandeur des II. Bataillons und wurde anschließend als Oberstleutnant und etatsmäßiger Stabsoffizier in das Infanterie-Regiment Nr. 131 nach Metz versetzt.
Am 18. August 1900 folgte seine Beförderung zum Oberst und die Ernennung zum Kommandeur des Infanterie-Regiment Nr. 99. Hagen erkrankte erneut schwer und nahm ab dem 17. Februar 1903 zur Wiederherstellung seiner Gesundheit für drei Monate nach Lugano und Baden-Baden Urlaub. Zwei Monate später wurde er am 18. April 1903 mit dem Charakter als Generalmajor und der gesetzlichen Pension zur Disposition gestellt. Am 19. Januar 1909 erhielt er seinen Abschied mit bisheriger Pension. Er starb am 10. Juli 1916 in Dresden-Loschwitz.

### Familie
Hagen heiratete am 22. März 1882 in Lugano Johanna Holst (1857–1908), mit der er vier Kinder bekam. Nach ihrem Tod heiratete er am 21. Oktober 1909 Friederike Elisabeth Julie Freiin von Kleist (* 1865).